# Ringhoffer Művek
A Ringhoffer Művek Rt. (csehül: Ringhofferovy závody a.s. ) gépgyártó üzem volt az Osztrák–Magyar Monarchiában. Az üzem fő termékei sörfőzdei és cukorgyári berendezések voltak, de emellett még vasúti személy- és teherkocsikat, továbbá szerkocsikat, motorvonatokat és villamosokat is gyártottak. Miután összevonták a Csehszlovákiában lévő összes jelentősebb vagonépítő üzemet, Ringhoffer Tatra-Werke AG néven ez lett a világ egyik legnagyobb vasúti járműgyártó cége.

## Történet

### A kezdet
A cég története 1769-ben kezdődött, amikor a fiatal rézműves legény, Franz Ringhoffer Szárazvámból előbb a burgenlandi Kismartonba, majd Prágába költözött, és Prága Óvárosában műhelyt alapított, ahol sörfőző fazekakat és edényeket készített. 1785-ben született fia, Josef Ringhoffer 1822-ben a Prágától délre fekvő Kamenicében egy vízimalmot vásárolt, amit rézkovács műhellyé bővített, majd később átépítették rézhengerműnek. 1832-ben ő lett II. Ferenc császár udvari rézműves mestere. Gyártási jogot kapott réz és sárgaréz termékekre. A kézműves gyár, amit apja alapított, mintegy 70 alkalmazottal dolgozott. Berendezéseket gyártottak sörfőzdék, likőr és szeszfőzdék valamint cukorgyárak részén a Monarchia egész területére.

### Ringhoffer smíchovi vagongyára
Josef legidősebb fia, Franz Ringhoffer II épített egy nagy üzemet Prága Újvárosában, és 1852-ben egy vagongyárat Smíchov délnyugati szélén, ahol 1854-ben megkezdte a vasúti járművek gyártását, elsőként teher-, majd 1857-től szerkocsikat és 1863-tól személykocsikat is. Mivel ekkor a Böhmische Westbahnt Smíchovval összekötő vasút még nem létezett, közúton kellett a város központjától 4 km-re lévő üzemből a prágai Staatsbahnhof (ma: Praha Masarykovo nádraží)-hoz a vagonokat szállítani. 1867-ben a gyár új csarnokkal és néhány kiegészítő létesítménnyel bővült, így megindult a szalonkocsik építése. Itt épült később Ferenc József császár szalonkocsija (1902), mely jelenleg a prágai Nemzeti Műszaki Múzeumban van kiállítva. A cég ekkortól kezdte meg a vasúti járművek exportját is.
Franz Ringhoffer 1873-as halála után fia Franz III. Freiherr von Ringhoffer fivéreivel Emanuellel és Viktorral átvették a céget. Vezetése alatt a cég a Monarchia egyik legnagyobb iparvállalatává nőtte ki magát. Mindenféle vasúti járművet építettek mint pl. villamos mozdonyokat, motorvonatokat, gőzmozdony szerkocsikat és villamosokat, de továbbra is készítettek cukorgyári, szeszgyári és sörgyári berendezéseket és eszközöket valamint hűtőrendszereket hűtőházak részére.

### Ringhoffer Művek Rt.

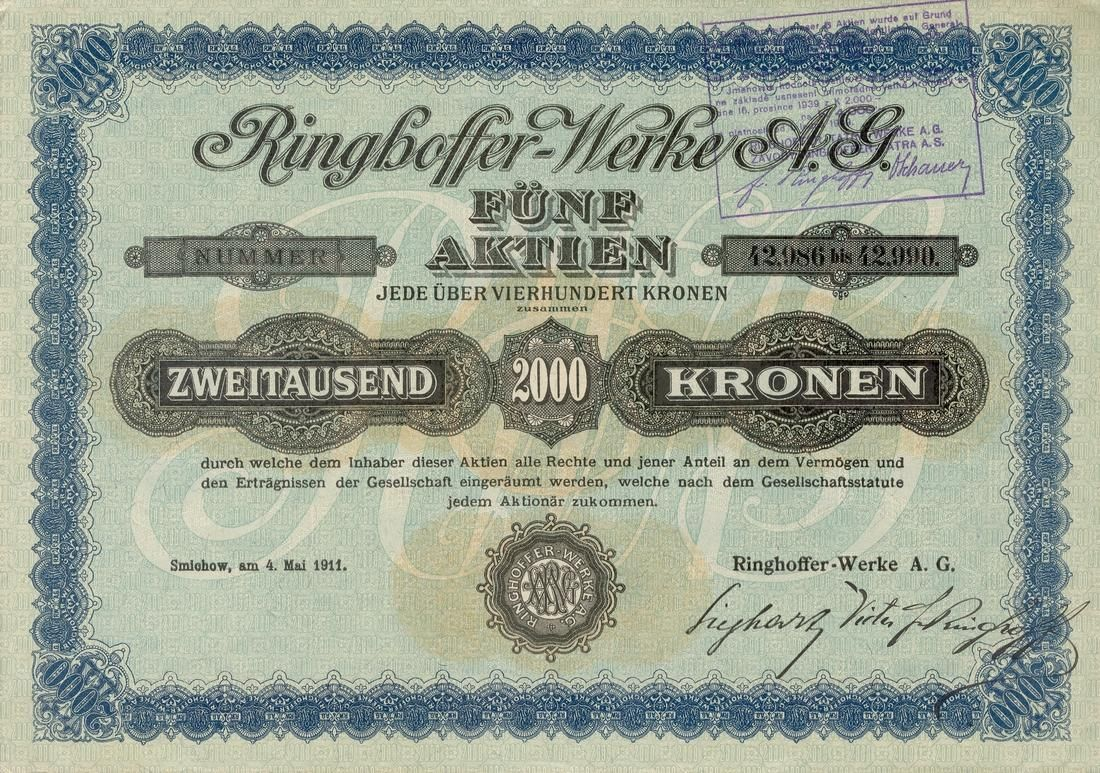
A Ringhoffer-Werke AG alapító 2000 osztrák koronás részvénye 1911-ből

1909-ben fia, Franz Ringhoffer IV vette a céget, amelyet 1911-ben részvénytársasággá alakított. Az első világháború után Hanuš Ringhoffer fokozatosan megszerezte minden jelentősebb csehszlovákiai vagon- vagy elektrotechnikai gyár részvényeit. Így került 1923-ban a kopřivnicei Tatra automobil- és vagongyár is az ő tulajdonába. 1925-től a Ringhoffer, a kopřivnicei és a studénkai vagongyár termékei közösen, Export-Vereinigung der Czechoslowakischen Waggonfabriken Praga néven készültek.
1928-ban Hanuš Ringhoffer végül megszerezte a többségi részesedést a Studénka vagongyárban is. Az 1930-as években a Ringhoffer felvásárolta a kolíni és a Česká Lípa-i vagongyárakat is.

### Ringhoffer-Tatra Művek Rt.

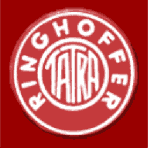
A Ringhoffer-Tatra logója

1935 a Ringhoffer a kopřivnicei Tatra autógyárral. Az új cég neve Ringhoffer-Tatra Művek Rt. (csehül: Závody Ringhoffer-Tatra a.s.) lett.
1937-ben a Ringhoffer-Tatra Rt. alá az alábbi üzemek tartoztak:
- Ringhoffer vagongyár, Praha-Smíchov
- Tatra Autó- és Vagongyár, Kopřivnice
- Studénkai Vagongyár
- Česká Lípai Vagongyár
- Kolíni Vagongyár
- Sousedík Elektrotechnikai Gyár, Vsetín

IV. Franz Ringhoffer halála után 1940-ben öccse Hanuš vette át a konszern vezetését, szorosan együttműködve Albert Speerrel és rajta keresztül a Harmadik Birodalommal, melynek részére páncélvonatokat építettek.
1946. március 7-én céget már összhangban az 1945. október 24-i elnöki rendelettel államosították. Ezután megváltoztatták a cég nevét, s innentől mint Tatra Narodní Podnik (nemzeti vállalat) ismét önálló szereplőkként tevékenykedtek tovább az egyes gyáregységek. A vasúti járműgyártás székhelye 1958-tól a Szlovákiában található poprádi vagongyárat is beleértve Československé vagónky Tatra n.p. cégnéven Studénka lett. A Tatra Kopřivnicében ettől kezdve csak gépjárműveket gyártott.
Az egykori Ringhoffer Művek smíchovi gyárát átnevezték Vagonka Tatra Smíchov n.p.-re, 1963-tól pedig a ČKD részeként ČKD Tatra n.p. lett. 2001 óta a Siemens csoport része. Az üzem legfontosabb terméke 1951–1999 között a Tatra villamos, amely gyorsan eljutott a korábbi Keleti tömb minden országába.

## Termékei

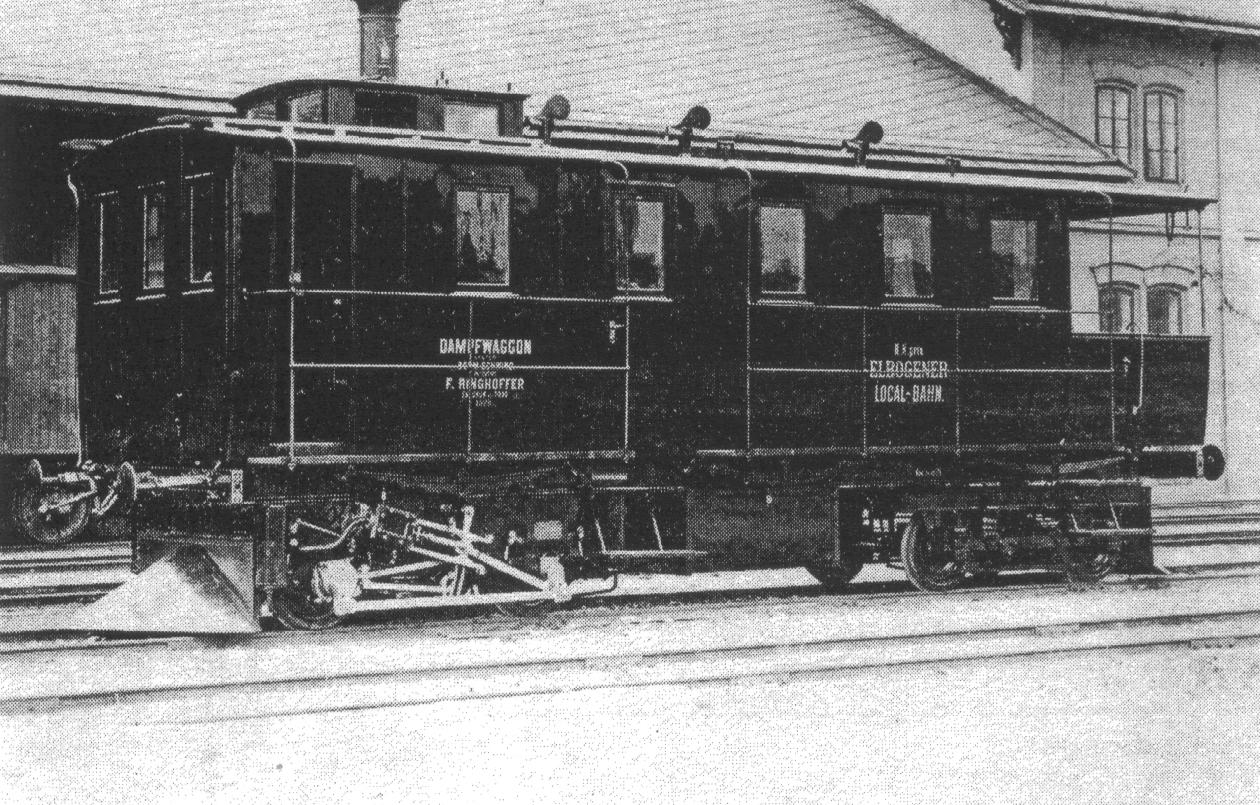
Az ÖLEG ÖLEG C típusú gőzmotorkocsi ja (1880)
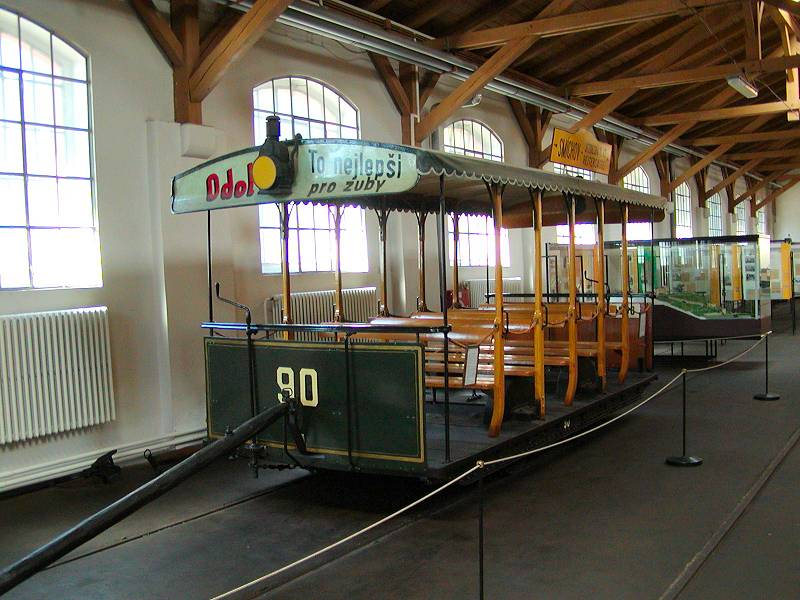
Lóvasúti kocsi Prágában (1886)
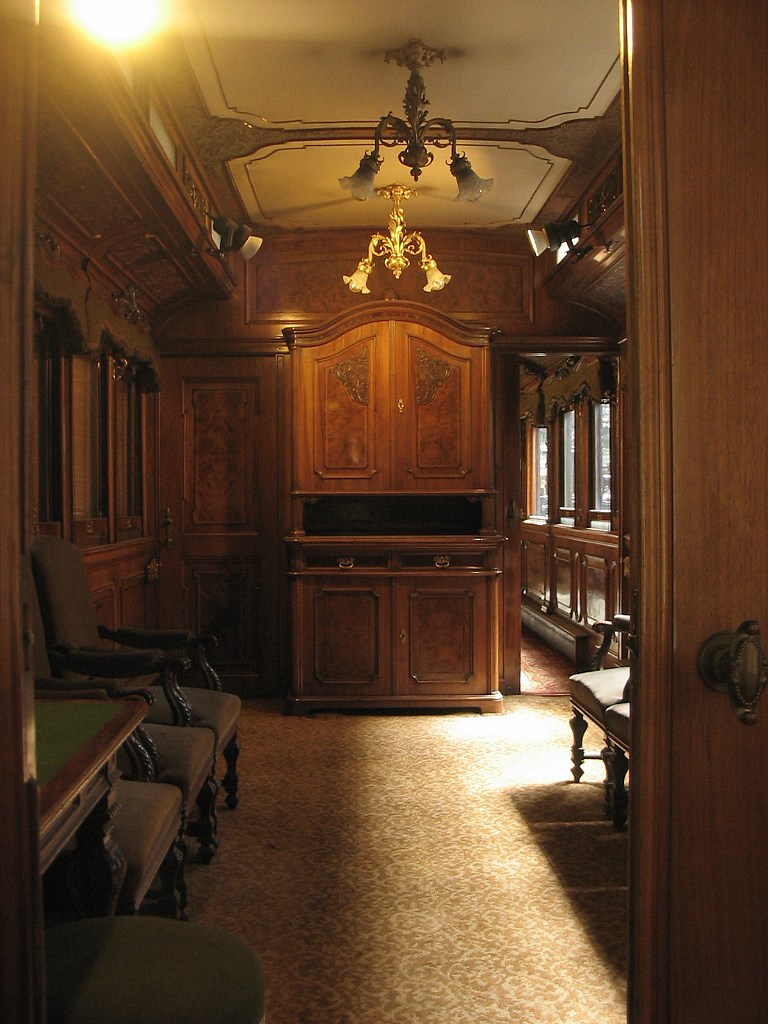
I. Ferenc József császár szalonkocsija (1891)
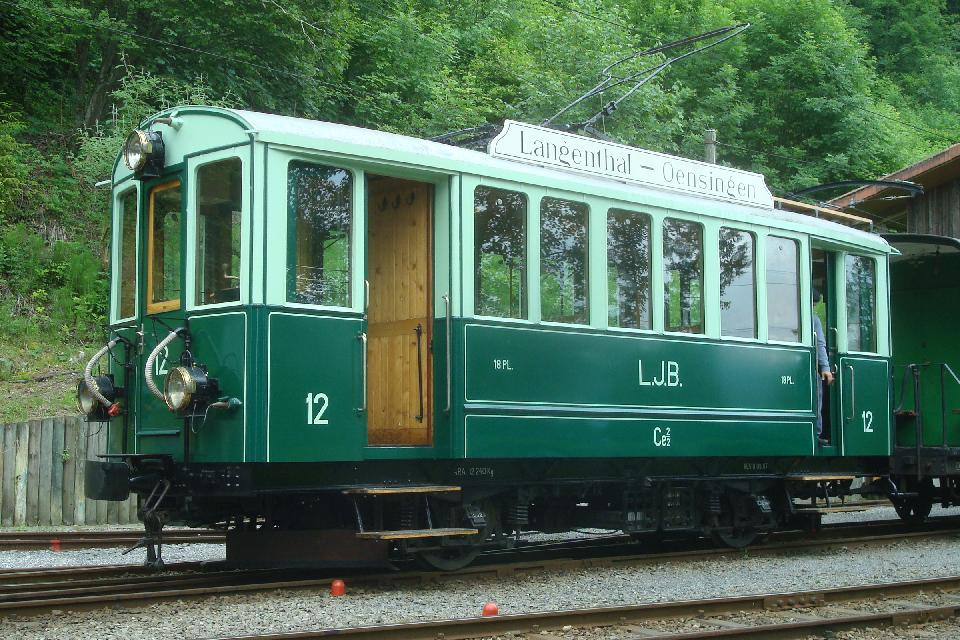
A Langenthal–Jura-Bahn villamos motorkocsija (1907)
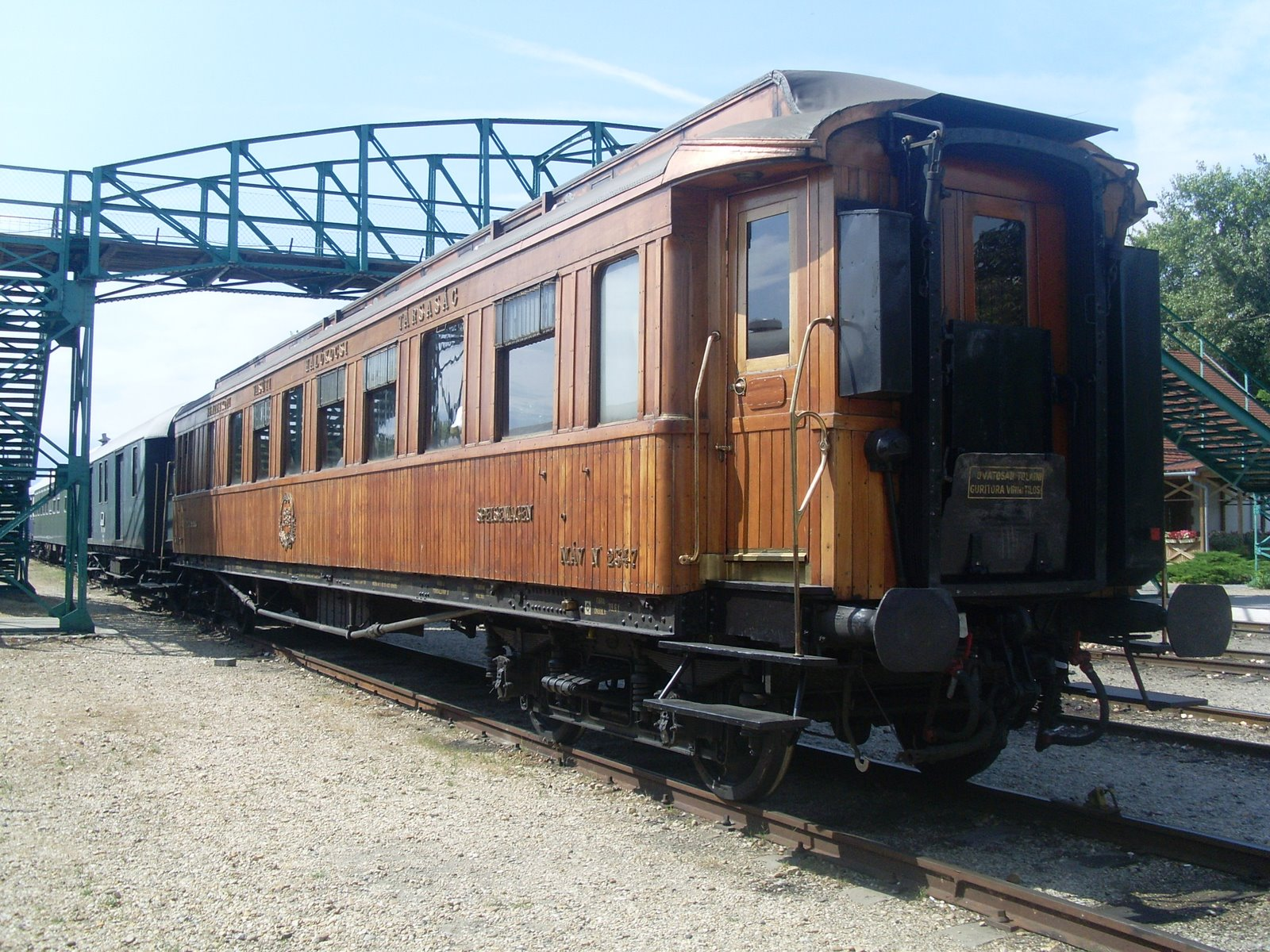
MÁV Wagons Lits CIWL WR 2347 étkezőkocsi (1912)
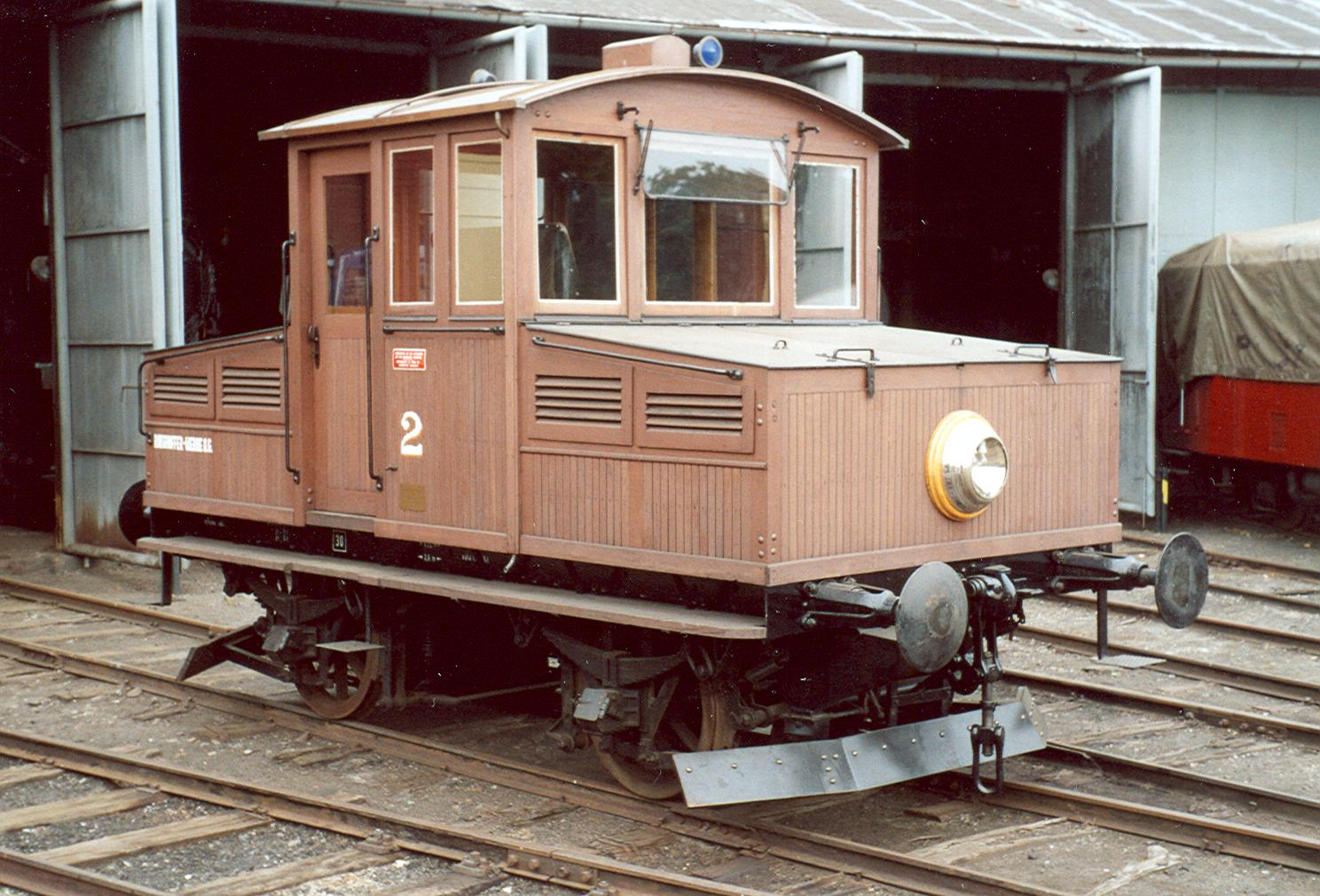
Akkumulátoros mozdony (1916)
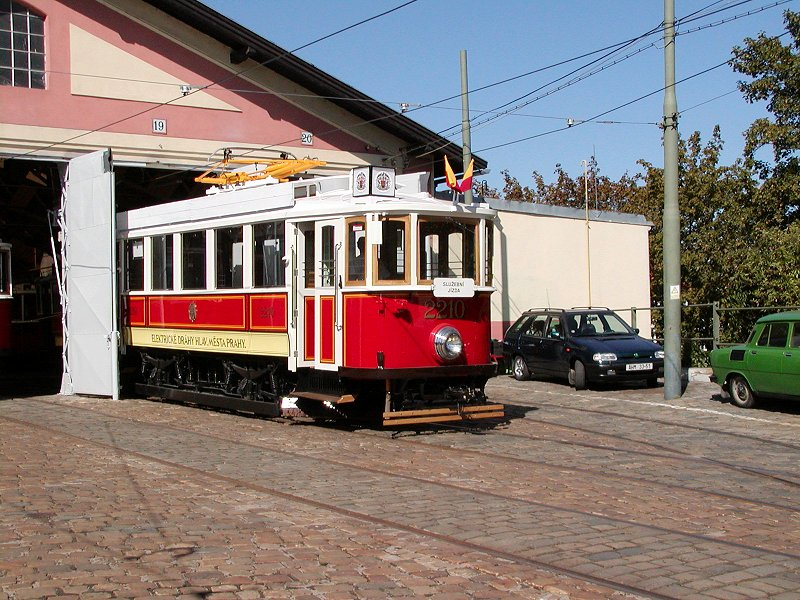
Prágai villamoskocsi (1930)
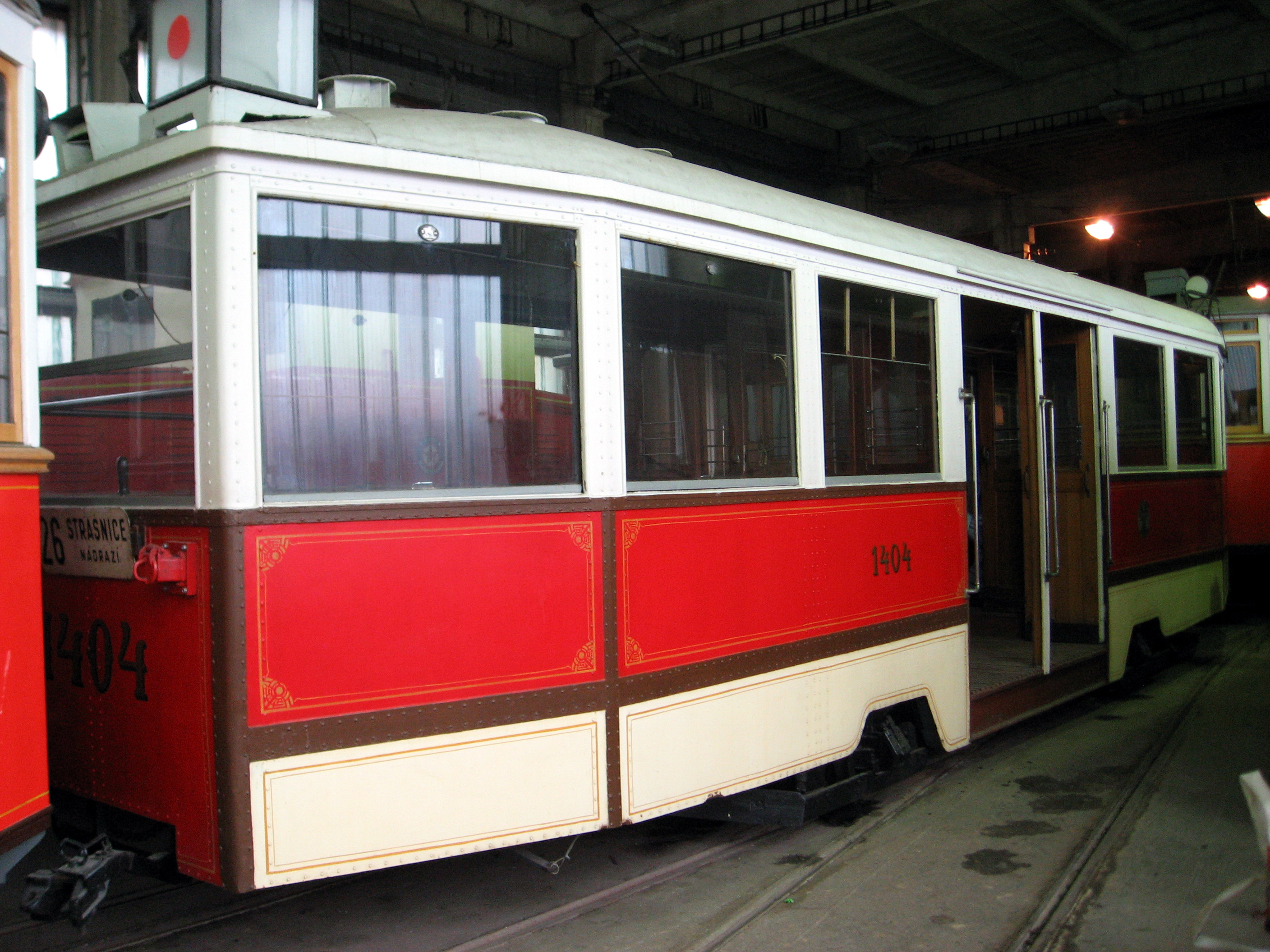
A „Krasin“ prágai alacsony padlós villamos (1933)